# Vraný
Vraný è un comune mercato della Repubblica Ceca facente parte del distretto di Kladno, in Boemia Centrale.